# Action intégraliste brésilienne
Pour les articles homonymes, voir AIB.

Drapeau de l'Action intégraliste brésilienne.

L’Action intégraliste brésilienne ou AIB (en portugais : Ação Integralista Brasileira) fut un mouvement politique brésilien d'inspiration fasciste, né en tant que tel le 8 octobre 1932, lors de la divulgation du Manifeste intégraliste. Fondé et dirigé par Plínio Salgado, le mouvement intégraliste est similaire en de nombreux points aux mouvements fascistes européens et notamment au fascisme italien, à la seule différence que Salgado ne prêche pas la haine raciale (l'un de leurs slogans est d'ailleurs : Union de toutes les races et de tous les peuples). L'AIB fut le plus grand parti fasciste en dehors de l'Europe regroupant plusieurs centaines de milliers de membres.
Les intégralistes affirment que le communisme et le capitalisme sont les deux faces d'une même pièce, pièce qui appartient au grand capital international. La doctrine intégraliste est résumée dans sa devise, « Dieu, Patrie et Famille ».

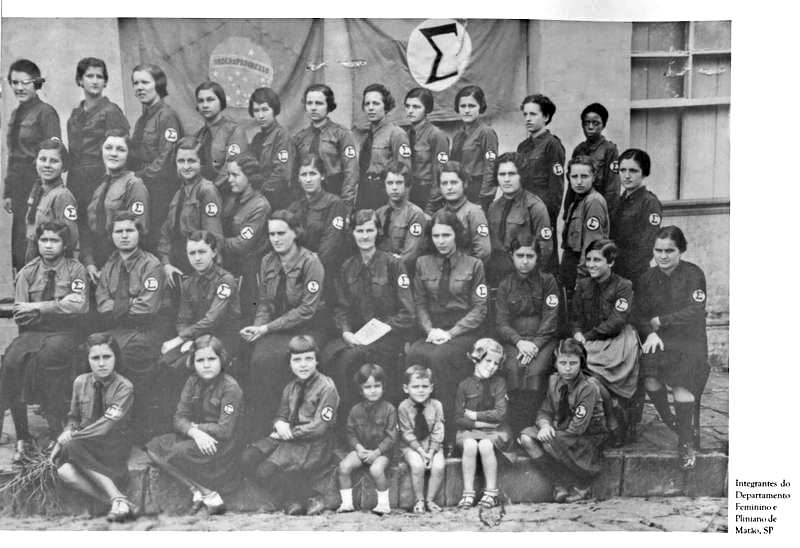
« Secrétariat des Femmes et de la Jeunesse ».

## Mouvement
L'action Intégraliste Brésilienne était dotée d'une véritable structure paramilitaire, la milice, effectuait de nombreuses manifestations de rue et avait une rhétorique agressive : rejet total et combat du communisme et du libéralisme, nationalisme radical (en prenant en considération que le Brésil est une nation multiraciale et tolérante), et discours prêchant les valeurs chrétiennes.
Comme les fascismes européens, le mouvement trouve ses bases essentiellement dans la petite bourgeoisie en voie de paupérisation, mais aussi dans un prolétariat ne se reconnaissant plus dans des élites politiques l'ayant négligé. Ils obtiennent le soutien des officiers, plus spécialement dans la Marine.
Le 11 mai 1938 est déclenché le soulèvement intégraliste. Malgré sa bonne préparation (isolement total du Palais présidentiel), le mouvement fut vite sous contrôle et échoua quelques heures plus tard, dans la matinée du même jour.

## Milice
Le département de la Milice « dirige toutes les forces intégralistes (FI) » (Règlement du département de la Milice, Article 1) et impose une organisation paramilitaire au mouvement. Il s'inspire de l'organisation de l'armée de terre, des écoles de laquelle son chef d'état-major, le capitaine Olímpio Mourão Filho, est issu. Son commandant était Gustavo Barroso, autre haut responsable de l'A.I.B. La Milice était organisée en « commandement » et en « troupe », le premier étant l'organe de direction et le second, d'exécution. Le commandement suprême de la Milice était dans les mains du chef national, qui était chef des « FI de Terre, Mer et Air ». Le chef d'état-major était nommé par Salgado et était responsable de « la préparation et de l'exécution des décisions du haut commandement » (Règlement du département de la Milice, article 11).
La Milice était organisée en quatre sections :
- la première section, contrôle de l'organisation (statistique, effectifs), discipline et justice (enquêtes) ;
- la seconde section, service de renseignement ;
- la troisième section, instruction militaire et élaboration des plans d'opérations militaires ;
- la quatrième section, secteur du matériel et des services (entraînement militaire, instruction « technique, tactique et morale », éducation physique et plans de combat).

La troupe était structurée en trois catégories : le milicien de première ligne, le milicien de seconde ligne et la jeunesse ; la hiérarchie, en trois échelons : les gradés (« sous-déçurion », « déçurion » et « sous-moniteur »), les officiers (« moniteur », « bandeirante » et « maître de camp ») et les officiers généraux (« brigadier », « lieutenant-général » et « chef national »).

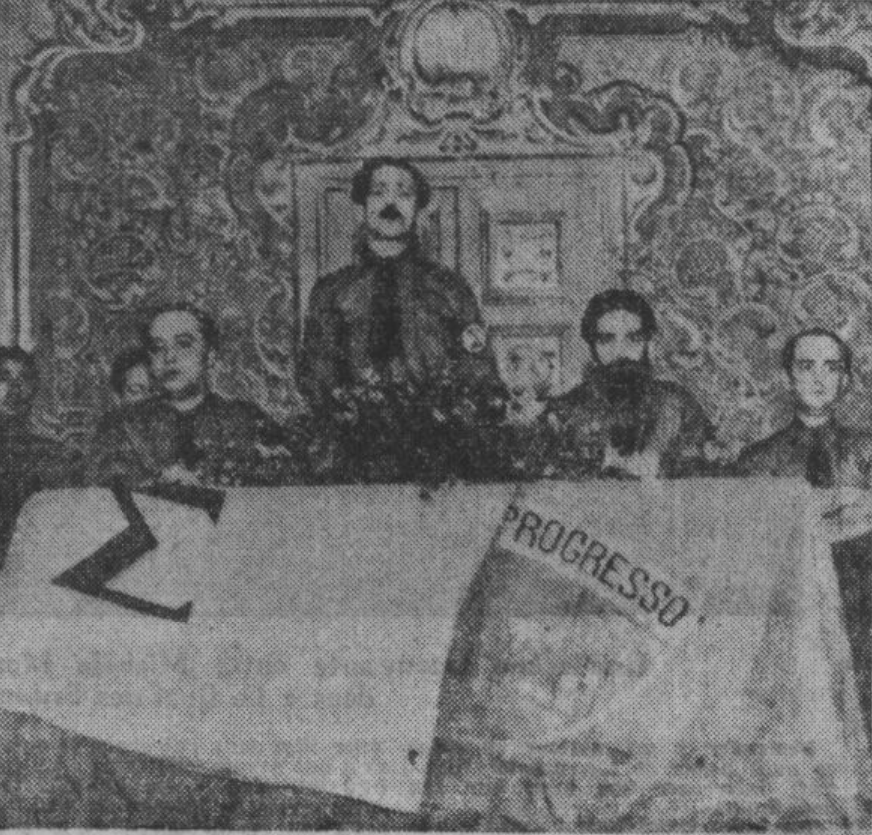
Plinio Salgado prononçant un discours lors d'une réunion à Rio de Janeiro dans Ce soir du 13 mai 1938.

Les divers groupes de la Milice étaient divisés ainsi :
- la « decúria », composée de six miliciens et commandée par un « déçurion » ;
- le « terço » composé de trois « déçurias » sous le commandement d'un « moniteur » ;
- la « bandeira » composée de quatre « terços » et dirigée par un « bandeirante » qui porte le drapeau intégraliste ;
- la « legião », l'unité la plus importante, formé de quatre « bandeiras » sous le commandement d'un « maître de camp » et seule à pouvoir porter le drapeau national.

Les militants miliciens étaient tenus de porter un uniforme : chemise verte, cravate noire, pantalon noir ou blanc, casquette verte et chaussures noires ; sur le bras droit et la casquette, se trouvait l'emblème du mouvement : la lettre grecque « sigma » (Σ) - symbolisant la volonté d'union de tous les Brésiliens - entourée d'un cercle noir. La différence entre les symboles marquait la différence hiérarchique. Tout militant était obligé d'emmener avec lui sa chemise verte où qu'il aille pour être prêt à la revêtir à n'importe quel moment. En cas d'arrestation, il devait demander à quitter celle-ci, par respect de ce symbole important, sauf en cas de motif politique. Tout intégraliste de seize à quarante-deux ans était obligé de s'inscrire dans les FI.
La Milice a été impliquée dans plusieurs affrontements de rue (voir « Chronologie ») et a même exécuté un Lituanien qui avait attenté à la vie de Salgado.

## Idéologie

### Influence maurrassienne mineure
Charles Maurras et l'Action française sont cités occasionnellement dans le corpus idéologique du groupement mais « ne constituent en aucun cas les matrices de l'intégralisme ». Bien que la dénonciation du libéralisme, du socialisme, du capitalisme international et des sociétés secrètes fasse penser à une variante des quatre États confédérés et que la critique du suffrage universel et de la démocratie soit similaire à celle de Charles Maurras, l'Action intégraliste brésilienne ne mentionne nullement l'Action française dans ses ouvrages fondamentaux : O que é integralismo de Plínio Salgado, A.B.C. do integralismo ou Estado moderno de Miguel Reale.

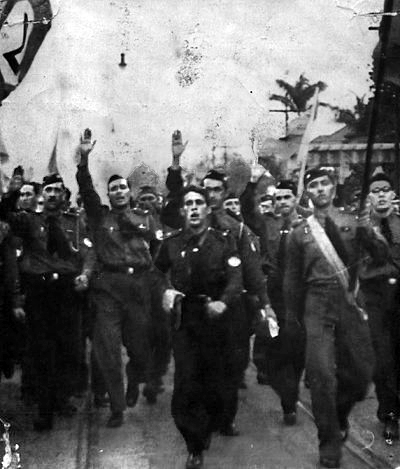
Salut intégraliste, « Anauê », d'origine indigène signifiant « Tu es mon frère » et ancien cri de guerre indigène.

### Racisme et antisémitisme
Le débat sur les Juifs est un sujet à polémique entre les leaders intégralistes : Plínio Salgado est opposé à l'antisémitisme, alors que Gustavo Barroso, le chef de la Milice Intégraliste (un groupe paramilitaire) est fortement antisioniste. Mais, dans la théorie, le racisme est rejeté par le Manifeste intégraliste.
Cependant, un nombre important d'intégralistes pense que les ennemis de leur mouvement sont unis sous la domination des Juifs. Ce n'est pas une idée dominante chez les théoriciens du mouvement pour des raisons de principe [réf. nécessaire] (Union de toutes les races et de tous les peuples) ou tactique, mais elle est très répandue dans la militance moyenne à cause de la simplicité de l'explication des problèmes. [réf. nécessaire] Depuis les finances internationales jusqu'à la Révolution soviétique, ils estiment que tout est dirigé par une volonté conspirationniste juive dont le but est de s'emparer du monde dans son intégralité. [réf. nécessaire]
Gustavo Barroso, au contraire de Plínio Salgado et Miguel Reale, estime, quant à lui, que le capitalisme financier et le socialisme sont associés par la volonté juive (élément commun à d'autres mouvements d'inspiration fasciste, tel que le nazisme duquel ne se revendiquait pourtant pas l'intégralisme officiel). Dans le livre où il expose ses vues, Brésil, colonie des banquiers, il tente de démontrer que le Brésil, après son indépendance en 1822 et après avoir vécu sous la domination commerciale anglaise jusqu'en 1834, se transforme en colonie de la banque Rothschild, dépendant du supercapitalisme international, qui n'a pas de patrie et qui obéit aux lois secrètes de l'anéantissement de tous les peuples (p. 14-15). Il se base, pour écrire cela, sur les emprunts brésiliens de 1824 à 1934 effectués auprès des banquiers juifs (Banque Rothschild).

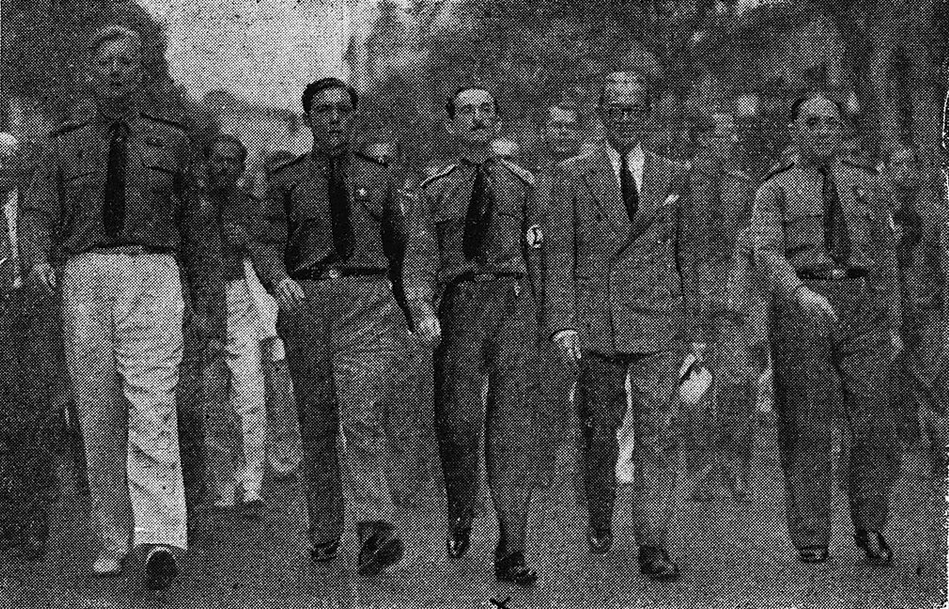
Plínio Salgado défilant à Rio de Janeiro dans L'Intransigeant du 10 avril 1937.

Barroso considère toutefois que la question juive n'est pas religieuse, mais essentiellement politique : « Personne ne combat un homme parce qu'il appartient à la race sémite, ni parce qu'il est adepte de la religion de Moïse, mais parce qu'il agit politiquement à l'intérieur des nations, dans le sens d'un plan préétabli et exécuté à travers le temps » (« O que o Integralista deve saber », p. 119).
Reale, quant à lui, écrit : « La lutte contre le capitalisme est associée à un combat formidable, contre certains secteurs d'Israël [communauté de la diaspora]. De ce fait, on ne peut accepter la thèse raciste » (« O Capitalismo Internacional », p. 150-151).
Le positionnement intégraliste reste donc très ambigu sur ce point.

## Aujourd'hui
Aujourd'hui, le Frente Integralista Brasileira (Front Intégraliste Brésilien) et le Movimento Integralista e Linearista Brasileiro (Mouvement Intégraliste et Linéaire Brésilien) affirment représenter l'intégralisme au Brésil, mais l'héritage de Salgado est disputé par plusieurs groupes éparpillés dans tout le pays. Selon les affirmations de ses membres, ils défendent « le combat contre le matérialisme venant aussi bien du capitalisme que du communisme, en plus de la nécessité d'une réforme spirituelle de l'Homme brésilien. »

## Chronologie
1918
- Fondation du Parti Municipaliste, dont Plínio Salgado est l'un des initiateurs.

1927
- 25 novembre : Plínio Salgado est élu député du Parti Républicain à São Paulo.

1931
- Salgado publie O Esperado ;
- 5 juin : première note politique de Salgado dans le journal A Razão ;
- 25 août : création de la Legião Cearense do Trabalho ;
- 25 septembre : Olbiano de Mello publie Communismo ou Fascismo? et República syndicalista dos Estados Unidos do Brasil.

1932
- 1er mars : lettre de Salgado à Olbiano de Mello pour lui annoncer la nouvelle de la création de la S.E.P. (Sociedade de Estudos Políticos) ;
- 23 mai : destruction du journal A Razão ;
- 8 octobre : divulgation du « Manifeste intégraliste » et Fondation de l'A.I.B. ;
- Décembre : Salgado publie O Cavaleiro de Itararé ;
- Olavio de Mello publie Levanta-se Brasil!

1933
- 3 avril ; Premier défilé intégraliste à São Paulo ;
- Mai : publication de Psicologia do revolução de Salgado.

1934
- Janvier : Salgado publie A Voz do Oeste ;
- Février : congrès intégraliste de Vitória (Espírito Santo) ;
- 3 mars : approbation des statuts de l'A.I.B.
- 17 mai : fondation du journal intégraliste A Offensiva ;
- 20 mai : Défilé de 4000 intégralistes à Rio de Janeiro ;
- 22 juin : approbation de l'uniforme intégraliste par le ministre de la Guerre ;
- 24 juin : défilé de 3000 militants intégralistes à São Paulo ;
- Juin : Salgado publie O Sofrimento Universal ;
- Juillet : affrontements de rue entre intégralistes et opposants (Niterói, Recife, Salvador, Belo Horizonte, Barra do Piraí) ;
- 2 juillet : défilé des « 400 » militants intégralistes à Salvador (Bahia) ;
- 4 août : Conférence de Salgado et défilé des miliciens à Jaboticabal (État de São Paulo) ;
- 2 septembre : défilé des « 1000 » intégralistes à Niterói (État de Rio de Janeiro) ;
- 4 septembre : séjour de Salgado et Reale dans le Sud du Brésil (Rio Grande do Sul, Santa Catarina et Paraná) ;
- 7 septembre : Fête nationale : serment des miliciens devant les drapeaux intégraliste et national dans tout le pays ;
- 3 octobre : mort du premier « martyr », Nicola Rosica, lors d'un meeting intégraliste à Bauru (État de São Paulo) ;
- 7 octobre : attentat contre un défilé intégraliste à São Paulo (Largo da Sé) : 5 morts ;
- 1er novembre : Ier Congrès intégraliste de la « province de Rio de Janeiro ».

1935
- 1er janvier : première réunion du Conseil suprême de l'A.I.B. à Rio de Janeiro ;
- Janvier : parution de la revue Anauê ;
- 4 janvier : première du film « L'intégralisme dans le Brésil » ;
- 25 février : mort de l'intégraliste Schroeder (Rio Grande do Sul) ;
- Février : Salgado publie Despertemosa nação ;
- 7 mars : IIe Congrès de l'A.I.B. à Petrópolis (État de Rio de Janeiro). L'A.I.B. devient un parti Politique ;
- 30 mars : création de l'Aliança Nacional Libertadora (ANL) (Alliance Nationale Libératrice - communiste) ;
- 4 avril : promulgation de la « Loi de Sûreté nationale » : interdiction de la milice qui se transforme en association sportive ;
- 9 juin : affrontements entre militants de l'A.I.B. et de l'ANL ;
- 4/12 juillet : Ier Congrès intégraliste de la « province de Guanabara » ;
- 5 juillet : discours de Prestes ; il incite le gouvernement à interdire l'A.I.B. ;
- 11 juillet : interdiction de l'A.N.L. par décret gouvernemental ;
- 9 août : locaux intégralistes d'Ilhéus (Bahia) dynamités ;
- Août : interdiction de la « chemise verte », des réunions et expulsion des professeurs intégralistes dans l'État de Santa Catarina ;
- Salgado fait le bilan de l'A.I.B. : 1 député fédéral ; 4 députés dans les différents États, 1123 groupes organisés dans 548 municípios et 400 000 adhérents ;
- 7 octobre : Congrès intégraliste de Blumenau (Santa Catarina) avec les intégralistes de six États ; défilé de 42000 miliciens ;
- 19 octobre : 1er Congrès de la « province du Rio Grande do Sul », avec la participation de Gustavo Barroso ;
- 8-9 novembre : Congrès intégraliste de la « province de Bahia ».

1936
- 4 janvier : Salgado ordonne l'organisation d'une convention syndicale dans l'État de Rio de Janeiro ;
- 11 janvier : Salgado fixe la date (7-8 mars) du Ier Congrès féminin à São Paulo ;
- Février : le chef national lit le Manifest-programme de l'A.I.B. ;
- Remaniement de la structure de l'A.I.B. : création des secrétaireries de Relations extérieures, Presse, Assistance sociale, du Conseil suprême, de la Chambre des 40 et de la Cour du Sigma ;
- Août : organisation de la « Croix Verte » pour venir en aide aux familles intégralistes ;
- 13 septembre : Ier Congrès municipal intégraliste de Carazinho (Rio Grande do Sul) ;
- 26 septembre : exposition de l'art brésilien en commémoration du IIe Congrès intégraliste de la « province du Rio Grande do Sul » ;
- Septembre : création du Conseil juridique national de l'A.I.B. ;
- 7 octobre : Parution du journal intégraliste A Ação à São Paulo, dirigé par Miguel Reale ;
- 8/15 octobre : réunion de la Cour du Sigma dans l'État du Rio Grande do Sul ;
- 17 octobre : Salgado préside le Congrès parlementaire des « provinces » méridionales ;
- Octobre : Congrès national féminin à Rio de Janeiro ;
- 18/20 décembre : Ier Congrès de la presse de l'A.I.B. dans le Minas Gerais ;
- 28 décembre : le Tribunal militaire supérieur refuse l'habeas corpus demandé par l'A.I.B. après l'emprisonnement de leurs membres. Fermeture des locaux par le gouvernement de l’État de Bahia.

1937
- Janvier : Le chef national donne à São Bento do Sapucaí (État de São Paulo) et Timbó le titre de « villes intégralistes » ;
- 2 février : retour à Rio des intégralistes internés à Bahia ; discours de protestation de Salgado ;
- 4 février : désignation des premiers chefs archi-provinciaux ;
- Février : attentat contre les « chemises vertes » à Blumenau (Santa catarina)> Assaut par les intégralistes d'une voiture de Carnaval pour ôter le drapeau national qui le décorait ;
- Fondation d'un groupement intégraliste à Philadelphie (États-Unis) ;
- 20 mars : défilé intégraliste dans la Guanabara ;
- Avril : retour des premiers pionniers intégralistes ;
- Avril : adhésion à l'A.I.B. de Mgr Ricardo de Liberali, vicaire de l'évêché d'Uruguaiana (Rio Grande do Sul) ;
- 6 avril : donation à l'A.I.B. des sommes recueillies par les intégralistes de Philadelphie, Varsovie, Zurich et Berlin ;
- 11 avril : défilé et serment des « Plínianos » (jeunesses intégralistes) de la Guanabara ;
- 23 avril : commémoration des « Mâtines d'avril », à Rio ;
- 1er mai : Commémoration de la Fête du Travail par les intégralistes dans l'Institut national de musique. « Manifeste aux travailleurs du Rio Grande do Sul », à Porto Alegre ;
- 17 mai : réunion extraordinaire de la Chambre des 40 devant la situation politique nationale ;
- 22 mai : Salgado candidat intégraliste à la présidence de la République par plébiscite à l'intérieur de l'A.I.B. ;
- Mai : Salgado institue la Chambre des 400 ;
- création de groupes intégralistes à Rome, Washington et Porto ;
- 24 mai : candidature publique de Salgado à la présidence de la République ;
- 31 mai : Congrès de maires, présidents de Chambres et conseillers municipaux intégralistes à Joinville (Santa Catarina) ;
- 2 juin : fondation de l'« École de chefs et instructeurs de plínianos » ;
- 8 juin : rupture avec l'A.I.B. pour des motifs idéologique du député Jeovah Motta ;
- 14 juin : le président Vargas reçoit une commission d'intégralistes qui annonce la candidature Salgado : allocution du président favorable à l'A.I.B. ;
- 21 juin : l'A.I.B. crée l' « emprunt du Sigma » pour financer la campagne électorale ;
- 9 juillet : meeting électoral à Vitória (Espírito Santo) ;
- Juillet : Congrès intégraliste féminin à Petrópolis (État de Rio de Janeiro) ;
- 18 juillet: défilé devant Salgado de 20 000 intégralistes à São Paulo ;
- Attentat manqué contre Salgado ;
- Août : Galotti, secrétaire nationale des Relations extérieures de l'A.I.B., envoie un manifeste aux nationalistes de l'Uruguay ;

- 15 août : attentat contre un meeting intégraliste à Campos : 13 morts ;
- 20 août : Salgado interdit le port des chemises vertes et insignes ;
- 1er novembre : défilé intégraliste devant le président de la République ;
- 3 décembre : Vargas décrète la dissolution de l'A.I.B.

1938
- 28 janvier : lettre de Salgado pour établir les conditions pour accepter le ministère de l'Éducation ;
- 7 février : les intégralistes sont accusés de diffuser des tracts subversifs ;
- Mars : Échec d'une conspiration intégraliste contre le gouvernement. Incarcération des militants dans les États du Pernambouc, du Rio Grande do Sul et du Paraná. Salgado, Barroso, Belmiro Valverde et B. Lima en fuite ;
- 11 mars : la police saisit dans la résidence de Salgado 3000 poignards à « croix gammée » ;
- 18 mars : Salgado dit ne plus pouvoir contrôler ses adeptes, face à une scission interne ;
- 19 mars : la police politique saisit les archives intégralistes de l'État de Rio de Janeiro : 60 000 inscrits ;
- 19 mars : suicide de Glicério Paixão, chef intégraliste de Rio de Janeiro ;
- 11 mai : attaque des intégralistes contre Vargas, au palais Guanabara, contre le ministère de la Marine et les résidences de diverses autorités ;
- 12 mai : incarcération de Gustavo Barroso et Raimundo Padilha, qui tente de se suicider ;
- Lettre de Barroso à l'Alliance fasciste européenne sur la nécessité de lutter contre la menace juive ;
- 26 mai : exil de Salgado au Portugal.

### Bibliographie

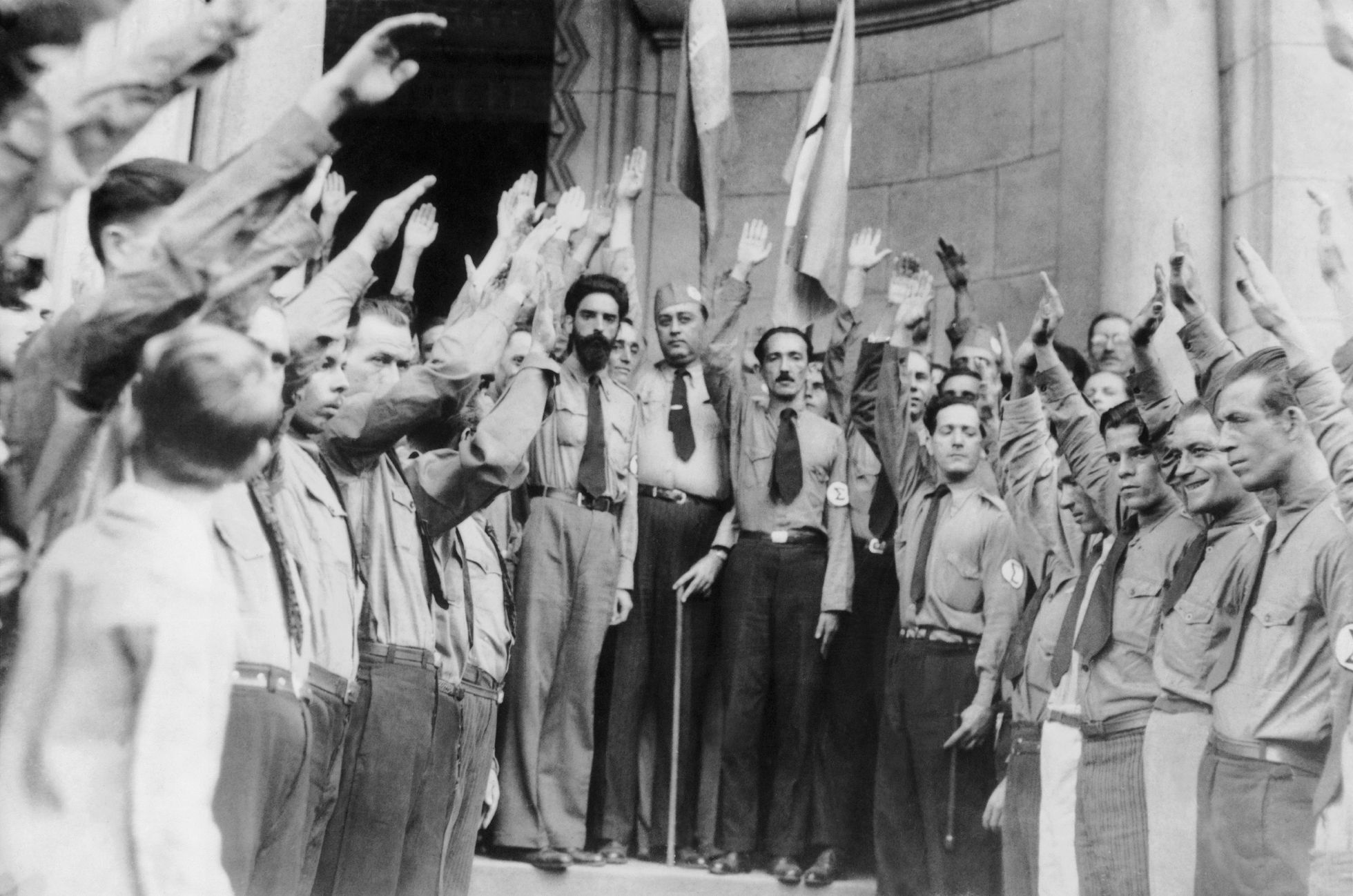
Plinio Salgado de l'Action intégraliste brésilienne à Rio de Janeiro en 1935.